# Jörg Roßkopf
Jörg Roßkopf (født 22. maj 1969 i Dieburg, Vesttyskland) er en tysk tidligere bordtennisspiller og nuværende tysk landstræner i samme sport.

## Aktiv karriere
Roßkopf var god i både single og double, hvor han i begyndelsen havde Steffen Fetzner som fast makker. Hans første OL var i 1988 Seoul, hvor han repræsenterede Vesttyskland, men ikke gik videre fra indledende runde i hverken single eller double. Samme år vandt han EM-bronze i single.
Året efter opnåede Roßkopf og Fetzner deres bedste resultat sammen, da de højst overraskende blev verdensmestre. I kvartfinalen besejrede de Andrzej Gubba (Polen) og Jean-Philippe Gatien (Frankrig), derpå i semifinalen kineserne Chen Longcan og Wei Quingguang, inden de i finalen sejrede med 21-18, 21-17, 21-19 over Zoran Kalinić (Jugoslavien) og Leszek Kucharski (Polen).
Fetzner og Roßkopf var igen med ved OL 1992, der blev afholdt i Barcelona, denne gang for det forenede Tyskland, og de vandt her deres indledende pulje og var dermed klar til kvartfinalen. Her besejrede de et serbisk par, hvorpå de i semifinalen vandt over sydkoreanerne Gang Hui-Chan og Lee Cheol-Seung, mens de i finalen tabte i fem sæt til kineserne Lu Lin og Wang Tao og dermed vandt sølv, deres næstbedste internationale resultat. Ved samme OL stillede Roßkopf også op i single, og efter at have vundet sin kvalifikationspulje vandt han derpå i første runde (ottendedelsfinalen) over en nordkoreaner, inden han i kvartfinalen tabte til svenske Jan-Ove Waldner (der senere vandt guld) og var ude af turneringen. Samme år vandt Roßkopf EM-titlen.
Fetzner og Roßkopfs sidste sidste OL sammen blev OL 1996 i Atlanta. Her vandt de igen deres indledende pulje og besejrede derpå et fransk par i kvartfinalen, inden de i semifinalen tabte til Lu og Wang, som de også tabte til i OL-finalen i 1992. Denne gang blev der spillet en kamp om bronzemedaljen, og her tabte de to tyskere til Lee Cheol-Seung og Yu Nam-Gyu fra Sydkorea, så de blev nummer fire. Igen deltog Roßkopf i single, og efter sejr i kvalifikationspuljen vandt han først over en franskmand, derpå over en sydkoreaner, inden han i semifinalen blev besejret af kineseren Liu Guoliang, der senere vandt guldkampen over en anden kineser, Wang Tao, mens Roßkopf sikrede sig bronze ved at besejre tjekken Petr Korbel.
Roßkopf deltog i yderligere to OL, først i 2000 i Sydney, hvor han nåede kvartfinalen i single, men ikke kom videre fra kvalifikationen med sin nye makker, Timo Boll. Ved OL 2004 i Athen kom han ikke videre fra kvalifikationen i hverken single eller double (denne gang sammen med Lars Hielscher).
Han spillede i alt 272 landskampe for Vesttyskland/Tyskland og var med til at vinde en VM-sølvmedalje (2004) og tre -bronzemedaljer (1993, 1997 og 2006) for hold samt én guld- (2007), tre sølv- (1990, 2000, 2003) og to bronzemedaljer (1992, 1994) for hold ved EM. Individuelt blev det i EM-sammenhæng til én guld- (1992) og tre bronzemedaljer (1988, 1990, 2003) ved EM foruden én guld- (1998), én sølv- (1990) og to bronzemedaljer (1994, 1996) - primært med Fetzner, dog vandt han guldet sammen med hviderusseren Vladimir Samsonov).

## Videre karriere
Efter han indstillede sin aktive elitekarriere har Roßkopf arbejdet som bordtennistræner, og han har siden 2010 været landstræner i Tyskland. Han blev i 2021 valgt som årets tyske landstræner (på tværs af sportsgrene).

## OL-resultater
- 1992:  Sølv i herredouble (med Steffen Fetzner)
- 1996:  Bronze i herresingle